# Rue de Verdun (Montréal)
Pour les articles homonymes, voir Rue de Verdun et Verdun (homonymie).
La rue de Verdun est une voie de Montréal.

## Situation et accès
Cette rue de l'arrondissement Verdun se trouve à traverser une bonne partie de ce dernier. De son extrémité ouest jusqu'à la rue Willibrord, elle est commerciale tandis que la partie est se trouve à vocation résidentielle.

## Origine du nom
Ce nom vient de Saverdun, commune française (dans le département de l'Ariège) qui a vu naître Zacharie Dupuis, premier propriétaire du fief noble.

## Historique
Elle fut nommée avant le 10 mai 1898 à l'époque où Verdun était une ville à part de Montréal pour en faire l'artère centrale de la petite municipalité.

## Bâtiments remarquables et lieux de mémoire
Maison Nivard de Saint-Dizier